# Exploits pour une pierre blanche
Exploits pour une pierre blanche (titre original : Den vita stenen), est un roman pour la jeunesse de la romancière et scénariste suédoise Gunnel Linde, publié en 1964. En France, il est paru en 1976 dans la collection Bibliothèque de l'amitié aux éditions L'Amitié-G.T.-Rageot . 

## Thème du roman
La fascinante amitié qui lie Fia, alias Fideli, une fillette réservée, et le garçon Hampus, alias "Prince Périlleux". Les deux enfants rivalisent d’imagination pour la possession d’une pierre blanche prétendument magique.

## Adaptation télévisée
En 1973, l'auteur du roman a participé en tant que scénariste à la réalisation d'un feuilleton en plusieurs épisodes tiré de son roman, feuilleton qui a été diffusé en France en 1977 sous le titre La Pierre blanche.

## Source
- Bibliothèque nationale de France
- Éclectisme